# Lee Chang-hwan
Lee Chang-Hwan, född 16 mars 1982 är en bågskytt från Sydkorea, som tog guld i bågskytte i olympiska sommarspelen 2008.

## Meriter

### Olympiska meriter

#### Olympiska sommarspelen 2008
| Namn                                      | Gren         | Rankingrunda | Rankingrunda | 32-delsfinal               | 16-delsfinal                  | 8-delsfinal                               | Kvartsfinal         | Semifinal           | Final                 | Final |
| Namn                                      | Gren         | Poäng        | Seed         | Resultat                   | Resultat                      | Resultat                                  | Resultat            | Resultat            | Resultat              | Plats |
| ----------------------------------------- | ------------ | ------------ | ------------ | -------------------------- | ----------------------------- | ----------------------------------------- | ------------------- | ------------------- | --------------------- | ----- |
| Lee Chang-hwan                            | Individuellt | 669          | 10           | Jiang (CHN) (55) W 112-108 | Ergin (TUR) (55) W 117-109 OR | Chu Sian (MAS) (26) L 105 (+18)-105 (+19) | Gick inte vidare    | Gick inte vidare    | Gick inte vidare      |       |
| Im Dong-hyun Lee Chang-hwan Park Kyung-mo | Lag          | 2015         | 1            |                            |                               |                                           | Polen (8) W 224-222 | Kina (12) W 221-218 | Italien (6) W 227-225 | Gold  |